# ساندي علي
ساندي علي (12 فبراير 1981  -)، ممثلة تونسية.

## حياتها
نشأت وسط أسرة مكونة من خمسة أفراد، بدأت في ممارسة لعبة كرة اليد واشتهرت فيها في تونس، وبعد تخرجها من كلية التجارة عام 2003 انتقلت إلى القاهرة للسياحة فجذبتها الأضواء، بدأت مشوارها الفني عندما ادت دوراً صغيراً في فيلم ملاكي إسكندرية ثم دور آخر في فيلم ظرف طارق، اعاد اكتشاف موهبتها المخرج خالد يوسف عندما قدمها في دور مؤثر في فيلم خيانة مشروعة واثبتت من خلال هذا الدور انها تملك موهبة حقيقية ومازالت مستمرة في تقديم أعمالها سواءًا في التلفزيون أو السينما.

## أعمالها

### أفلام
- ريجاتا:2015
- أزمة شرف:2009- غادة زوجة حسام الكاشى
- شعبان الفارس:2008- هاله طليقة ماهر
- المش مهندس حسن:2008
- خليك في حالك:2007- نهى
- في محطة مصر:2006- سهى

- خيانة مشروعة:2006- نهلة
- ظرف طارق:2006- باكينام
- ما تيجي نرقص:2006
- كتكوت:2006
- ملاكي إسكندرية:2005
- حمادة يلعب:2005

### مسلسلات
- الحرير المخملي 2021
- يوميات زوجة مفروسة أوي (ج3):2017- ساندي ح1->3
- طعم الحياة:2017
- المغني:2016- ميار
- الخفافيش:2012
- ابن النظام:2012

- نونة المأذونة:2011- عروسة ح11
- مملكة الجبل:2010
- الفوريجي:2010- راندا
- دموع القمر:2008
- عبدالحميد أكاديمي:2005 - سيت كوم

### برامج
- ماكنش يومك: 2011

## روابط خارجية
- ساندي علي على موقع IMDb (الإنجليزية)
- ساندي علي على موقع قاعدة بيانات الأفلام العربية